# Villa May

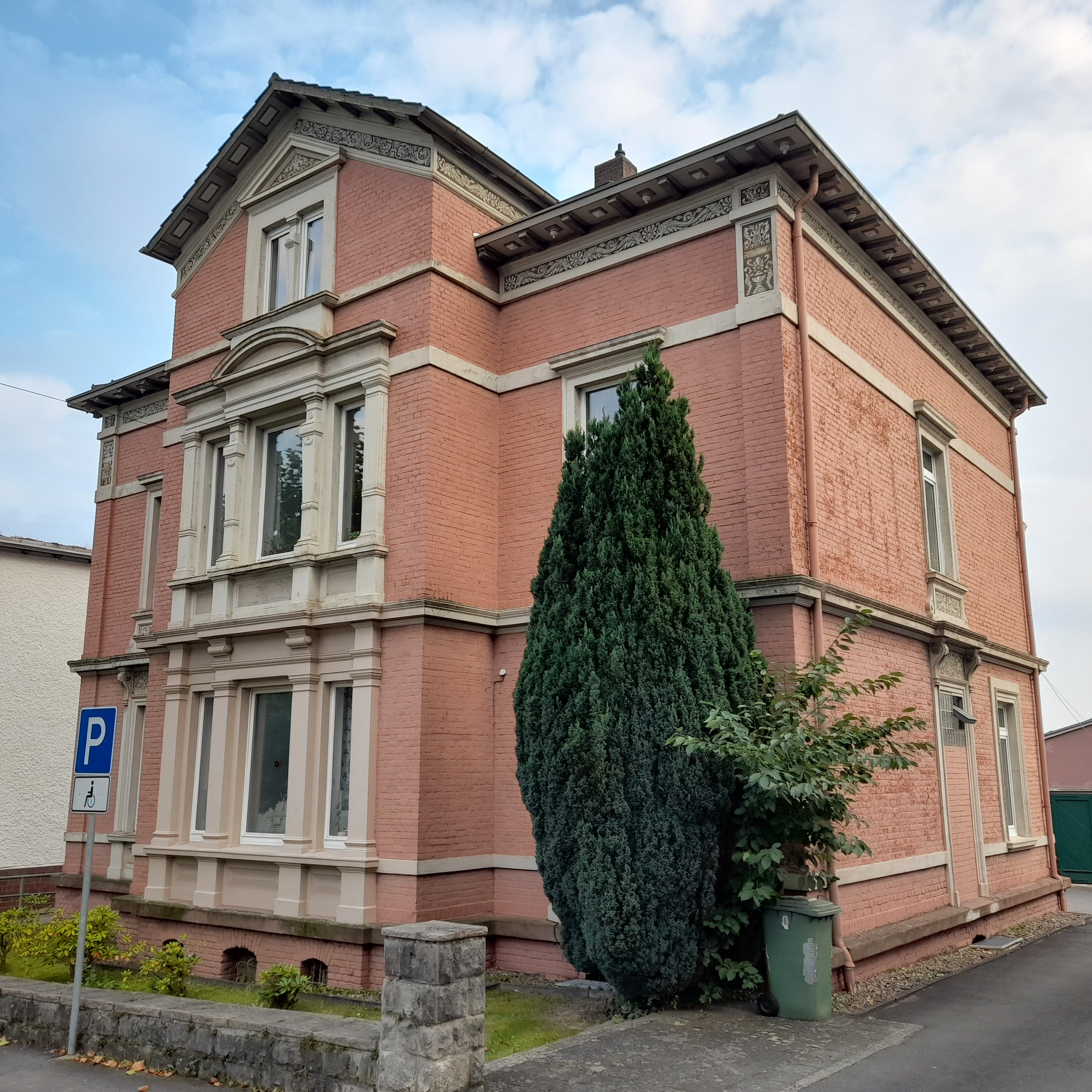
Die Villa May, Warburg, Kasseler Straße 10 (2021)

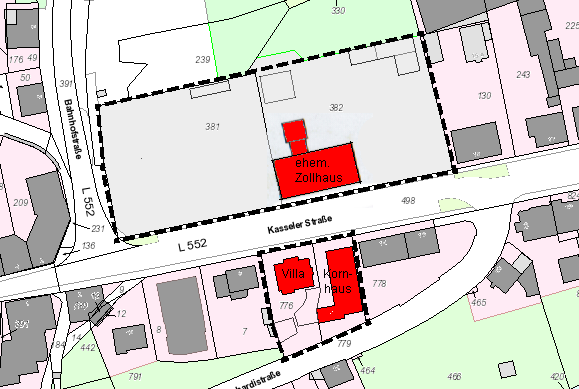
Lageplan Kasseler Str. 10–13 (Open Street Map)

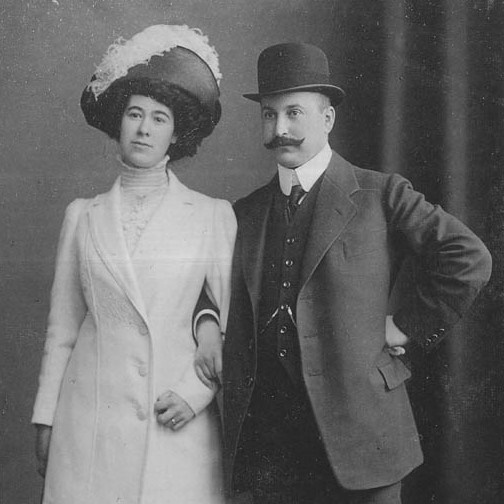
Willi und Käthe May (um 1920)

Villa May ist der Name einer um 1880 erbauten Villa in der ostwestfälischen Stadt Warburg in Nordrhein-Westfalen. Sie wurde im Auftrag des Landwarenhändlers Israel May für seine Familie erbaut. Am 27. März 1986 wurde sie in die Liste der Baudenkmäler in Warburg eingetragen.

## Architektur
Die zweigeschossige Villa hat einem annähernd quadratischen Grundriss, ein Drempelgeschoss und ein flachgeneigtes Walmdach. Straßenseitig dominiert ein Mittelrisalit, der mit einem flachgeneigten Zwerchhaus die Traufen überragt. Die Fassaden zeigen in den Flächen geschlämmtes Ziegelmauerwerk und sind reich architektonischen Schmuck im Stil der Renaissance versehen. Hierzu gehören ein umlaufendes Brustgesims im Erdgeschoss, zwei Geschossgesimse und ein reichverziertes Dachgesims mit Balkenwerk und Hängezapfen. Die Fenster haben klassizistische Umrahmungen und Überdachungen. Die Brüstungsfelder, Pilaster im Drempelgeschoss und die Flächen der Dachgesimse sind mit kontrastreichen Sgraffiti mit Arabesken, Vasen, Masken und Delfinen, die zum Teil mit Palmettenfriesen und Akanthuslaub verwoben sind, geschmückt. Durch einen östlichen, ebenfalls mit Steingliederung versehenen Eingangsvorbau mit anschließenden Fluren und seitlichem, durch den Toilettenbau erweiterten Treppenhaus werden die Geschosse intern erschlossen. Das mit preußischen Kappengewölben versehene Kellergeschoss hat einen zusätzlichen Direktzugang von der Ostseite.

## Geschichte
Der Bauherr der Villa, Israel May, stammte aus Herlinghausen. Sein Vater Samuel May hatte dort um 1820 das Handelsgeschäft S.May als Familienunternehmen gegründet, das sich vornehmlich mit dem Landwarenhandel, beschäftigte. Am 6. Mai 1840 wurde Israel May in Herlinghausen geboren. Er arbeitete später im Unternehmen mit.
Nach dem Tod des Firmengründers verlagerte Israel das Unternehmen um 1870 den in die ca. 6 km nordöstlich gelegene Stadt Warburg und baute ihn zu einem Großhandelsgeschäft für Landwaren aus. Hierzu erwarb er das ca. 3000 m² große Grundstück der ehemaligen preußischen Zollstation einschließlich Gebäuden an der Kasseler Straße 13, deren Nutzung 1853 aufgegeben worden war, und gründete eine Familie. Er galt als streng traditionell, während seine aus Adelebsen stammende Frau Berta, geb. Eichenberg (1849–1912), aus einer liberaleren Familie kam. Das Paar bekam sechs Kinder:
- Clara (* ?, ⚭ Stahlberg, † 1956, Niederlande)
- Siegfried, (* in Warburg, † ?)
- Joseph (* 26. Dezember 1875 in Warburg, † 1936, Niederlande)
- Willi (* 24. September 1878 in Warburg, † 10. Januar 1940, Hannover)
- Martha (* 4. August 1880 in Warburg, † 19. November 1971, La Jolla, CA, USA)
- Maria (Mary) (* 2. September 1883 in Warburg, ⚭ Hugo Berg, † 14. Oktober 1944, KZ Auschwitz)

Auf dem gegenüber dem Betrieb gelegenen Grundstücks Kasseler Straße 10 ließ Israel May um 1880 für seine Familie eine geräumige, noch heute bestehende Villa im Stil der Neurenaissance bauen. Auf dem benachbarten Grundstück Kasseler Straße 12 entstand ein Kornhaus, das damals das größte der Stadt war. 1920 feierte das Geschäft S. May sein 100-jähriges Firmenjubiläum. Kurz nach diesem Jahrestag starb Israel May am 20. September 1920.
Willy May, Israels zweiter Sohn, führte den Betrieb in der dritten Generation weiter, da sein älterer Bruder Joseph Warburg bereits am 19. Mai 1903 verlassen hatte, um nach Arnsberg zu ziehen. Er hatte noch vor dem Ersten Weltkrieg Käthe Lenzberg (* 30. Oktober 1888 in Lemgo, † 5. Juli 1929 in Münster) geheiratet, die aus einer Bankiersfamilie stammte. Das Paar bekam am 28. September 1914 einen Sohn, Kurt. Willi wurde Stadtverordneter und Mitglied der Loge "B’nai B’rith". Als Geschäftsführer hatte jedoch kein Glück, denn infolge der Inflation brach im Mai 1925 der Getreidekonzern zusammen. Die Immobilien wurden verkauft. Die Villa Kasseler Straße 10 diente weiter zu Wohnzwecken, das ehemalige Kornhaus Kasseler Straße 12 wurde später als Autowerkstatt umgebaut und das Grundstück Kasseler Straße 13 übernahm die Post, um es später für ein Fernmeldeamt zu nutzen.

## Nachwirken
Am 9. Oktober 1926 zog Willy May mit seiner Familie zunächst nach Münster. Dort wurde er Filialleiter des Düsseldorfer Getreidegeschäftes Grüneberg, dessen Mitinhaber sein Bruder Josef war. Auch das Geschäft musste schließen. Am 5. August 1929 starb seine Frau in Münster. Vom 1. April 1929 bis zum 31. März 1938 war Willi noch als selbständiger Getreideagent tätig und wohnte in der Goebenstr. 36, ab 1938 in der Hafenstraße 29 und später zur Untermiete in der Langenstraße 42. Er starb verarmt am 10. Januar 1940 im Jüdischen Krankenhaus in Hannover und wurde neben seiner Frau auf dem jüdischen Friedhof Münster beigesetzt.
Kurt May bestand 1933 sein Abitur am Städtischen Gymnasium und Realgymnasium in Münster. Danach studierte er zunächst ein Semester Französisch in Lausanne und absolvierte im März 1934 ein Studium an der Handelshochschule „École des Hautes Études Commerciales“ in Paris, dem sich ein Volontariat in einer Großmühle (Grands Moulins) in Marseille anschloss. Im Mai 1936 wanderte er über Lissabon nach Argentinien aus. Seine Ersparnisse überführte er mit einem Transferverlust von 90 % nach Argentinien. Sein Versuch, seinen Vater ebenfalls zur Ausreise zu bewegen, wurde von diesem abgelehnt. Nach Abendkursen in Spanisch und Stenographie erhielt er 1938 eine Stelle in einem Handels- und Industrieunternehmen, die er bis 1960 behielt, zuletzt als Geschäftsführer. Danach war er als selbständiger Vertreter für Haushaltswaren und Plastikartikel tätig. Er war seit 1946 mit Edith, geb. Holdheim, verheiratet. Ihr Sohn Claudio wurde am 10. April 1949 geboren. 1983 kehrten die Eheleute May nach Deutschland zurück, wo sich ihr Sohn, der Arzt geworden war, mit Familie aus beruflichen Gründen niedergelassen hatte. Kurt starb am 18. Juli 2000 in Bad Neuenahr.